# Хачинайське водосховище
Хачинайське водосховище (азерб. Xaçınçay su anbarı, вірм. Խաչեն ջրամբար) — друге за розміром (після Сарсанського) водосховище в Нагірному Карабасі. Розташоване на річці Хачинай в Агдамському районі Азербайджану.
На сьогоднішній день завершені роботи з капітального ремонту головного каналу Хаченського водосховища, водопроводу Нор Айґестан — Нор Марага, Баш-арха, а також поточного ремонту Советарха і Хатунарха.
19 серпня 2008 року з ходом робіт на водосховищі ознайомився Президент невизнаної НКР — Бако Саакян.